# John Gay (Leichtathlet)
John Eamon Gay (* 7. November 1996 in Kelowna, British Columbia) ist ein kanadischer Leichtathlet, der hauptsächlich über 3000 Meter Hindernis an den Start geht.

## Leben
John Gay wurde in Kelowna in der Provinz British Columbia geboren, wo er anschließend aufwuchs. Zunächst betrieb er die Sportarten Basketball, Fußball und Skifahren, bevor er in der neunten Klasse zur Leichtathletik wechselte. Zu Beginn trat er in erster Linie in Crossläufen an. Nach dem Schulabschluss zog er nach Vancouver und nahm dort ein Studium an der University of British Columbia auf. Für die Universität trat er als Crossläufer der UBC Thunderbirds in sportlichen Wettkämpfen gegen andere Hochschulen des Nordamerikanischen Kontinents an. 2019 schloss er sein Masterstudium erfolgreich ab und erhielt im Anschluss für das Aufrechterhaltens seiner Trainingsmöglichkeiten erstmals Finanzielle Förderung durch den Kanadischen Staat.

## Sportliche Laufbahn
2014 sammelte Gay erste Wettkampferfahrung im Hindernislauf gegen die nationale Konkurrenz an. Anfang Juli belegte er den siebten Platz bei den Kanadischen U20-Meisterschaften. 2015 trat er in Edmonton erneut bei den nationalen U20-Meisterschaften an und gewann zunächst die Silbermedaille im Hindernislauf. Später gewann er außerdem Bronze im 5000-Meter-Lauf. Bereits im Juni verbesserte er seine Zeit über 3000 Meter Hindernis auf 9:15,82 min. Einen Monat nach den Kanadischen Juniorenmeisterschaften startete er am selben Ort auch bei den U20-Panamerikameisterschaften und trat ebenfalls im Hindernislauf und über 5000 Meter an. Zunächst erreichte er im 5000-Meter-Lauf als Siebter das Ziel. Zwei Tage später belegte er dann im Hindernislauf den fünften Platz. 2016 steigerte er sich im Hindernislauf auf eine Zeit von 8:49,22 min. Anschließend belegte er den sechsten Platz bei den Kanadischen Meisterschaften. 2017 konnte sich Gay ebenfalls bis auf 8:36,55 min steigern. Im Juli belegte er den vierten Platz bei den Francophone Games in der Elfenbeinküste. Einen weiteren Monat später trat er zur Universiade in Taipeh an. Er zog in das Finale, das er als Zehnter beendete. 2018 gewann er die Bronzemedaille bei den Kanadischen Meisterschaften. 2019 trat Gay im März bei den Crosslauf-Weltmeisterschaften in Aarhus an und erreichte schließlich auf Platz 101 das Ziel. Im weiteren Verlauf der Saison steigerte er sich im Hindernislauf kontinuierlich bis auf 8:28,96 min und qualifizierte sich damit für die Weltmeisterschaften in Doha. Bevor er in Katar an den Start ging, gewann er erneut die Bronzemedaille bei den Kanadischen Meisterschaften. Anfang Oktober trat er schließlich in Doha an, verpasste als Elfter seines Vorlaufes allerdings den Einzug in die nächste Runde.
2020 stellte Gay innerhalb von zwei Monaten neue persönliche Bestleistungen über 5000 und über 10.000 Meter auf. Obwohl der Hindernislauf seine Spezialdisziplin ist, sieht er auch diese Langstreckendisziplinen als essentiell wichtig an, um Unsicherheiten in Wettkämpfen bei internationalen Meisterschaften zu reduzieren. 2021 gewann er Ende Juni zum ersten Mal einen nationalen Meistertitel und stellte mit 8:20,68 min einen neuen Meisterschaftsrekord auf. Damit erfüllte er zudem die Qualifikationsnorm für die Olympischen Sommerspiele in Tokio. Mit persönlicher Bestzeit von 8:16,99 min gelang ihm in Tokio der Einzug in das olympische Finale. Darin war er drei Tage später allerdings chancenlos gegen die Konkurrenz und belegte den letzten Platz der 15 Finalteilnehmer. Im Frühjahr 2022 stellte Gay neue Bestleistungen über 3000 und über 5000 Meter in der Halle auf. Er qualifizierte sich über 3000 Meter für die Hallenweltmeisterschaften in Belgrad. Dort startete er im ersten der insgesamt drei Vorläufe, verpasste allerdings als Achter seines Laufes den Einzug in das Finale.
Im Sommer 2022 trat er in den USA zu seinen zweiten Weltmeisterschaften an. Er startete im ersten der drei Vorläufe, konnte als Achter seines Laufes allerdings nicht in das Finale einziehen.

## Wichtige Wettbewerbe
| Jahr               | Veranstaltung                 | Ort                | Platz              | Disziplin          | Zeit               |
| Startet für Kanada | Startet für Kanada            | Startet für Kanada | Startet für Kanada | Startet für Kanada | Startet für Kanada |
| ------------------ | ----------------------------- | ------------------ | ------------------ | ------------------ | ------------------ |
| 2015               | U20-Panamerikameisterschaften | Edmonton           | 7.                 | 5000 m             | 15:02,70 min       |
| 2015               | U20-Panamerikameisterschaften | Edmonton           | 5.                 | 3000 m Hindernis   | 9:22,12 min        |
| 2017               | Universiade                   | Taipeh             | 10.                | 3000 m Hindernis   | 8:50,45 min        |
| 2019               | Crosslauf-Weltmeisterschaften | Aarhus             | 101.               | Erwachsenenrennen  | 35:58 min          |
| 2019               | Weltmeisterschaften           | Doha               | 23.                | 3000 m Hindernis   | 8:33,74 min        |
| 2021               | Olympische Sommerspiele       | Tokio              | 15.                | 3000 m Hindernis   | 8:35,41 min        |
| 2022               | Hallenweltmeisterschaften     | Belgrad            | 21.                | 3000 m             | 7:57,56 min        |
| 2022               | Weltmeisterschaften           | Eugene             | 24.                | 3000 m Hindernis   | 8:27,02 min        |

## Persönliche Bestleistungen
Freiluft
- 3000 m: 8:03,91 min, 23. Februar 2023, Melbourne
- 5000 m: 13:38,55 min, 5. Dezember 2020, Burnaby
- 10.000 m: 28:18,10 min, 21. November 2020, Burnaby
- 3000 Meter Hindernis: 8:16,99 min, 30. Juli 2021, Tokio

Halle
- 3000 m: 7:45,34 min, 29. Januar 2022, New York City
- 5000 m: 13:46,45 min, 12. Februar 2022, Boston